# Papermoon films
papermoon films ist eine Produktionsfirma mit Sitz am Winterfeldtplatz in Berlin-Schöneberg, deren Schwerpunkt auf der Herstellung von Kinospielfilmen und  Koproduktionen mit internationalen Partnern liegt. papermoon ist dabei als eigenständiges Produktionsunternehmen tätig, das Projekte initiiert, entwickelt, finanziert und begleitet.

## Firmengeschichte
papermoon films wurde im Jahr 2006 von Dr. Oliver Thau und Dorota Budna gegründet. Nach dem Omnibusfilm propios y extraños, der zusammen mit dem spanischen Partner Aquellare und der Berliner scopas Media AG entstand, produzierte papermoon gemeinsam mit der kenianischen Firma Blue Sky Films The Captain of Nakara, eine afrikanische Variante des Hauptmanns von Köpenick. In Deutschland kooperiert papermoon mit Rialto Film und erstellte den mehrfach ausgezeichneten Genre-Film Urban Explorer. Zuletzt entstand in Koproduktion mit der türkischen Firma Drama Film Prodüksiyon der von Eurimages geförderte Kinderfilm Mavi Bisiklet.

## Filmografie (Auswahl)
- 2014: Mavi Bisiklet
- 2012: The Captain of Nakara
- 2010: Urban Explorer
- 2008: propios y extraños

## Preise (Auswahl)
Der Film Urban Explorer wird auf dem Screamfest in Los Angeles, dem angesehensten Genre-Film-Festival mit vier Preisen ausgezeichnet: bester Film, bester Schnitt, bester Hauptdarsteller und bestes Make-up. Zudem erhält Urban Explorer bei den Fantasy Horror Awards den Preis für das beste Drehbuch und den Preis der Presse.